# بيل سيمز
بيل سيمز (بالإنجليزية: Bill Sims)‏ هو عازف بيانو وكاتب أغاني ومغني أمريكي، ولد في 23 يونيو 1949 في ماريون في الولايات المتحدة، وتوفي في 2 فبراير 2019.